# Carles II de Castella
Carles II de Castella, dit l'Embruixat (en castellà, el Hechizado; Madrid, 6 de novembre de 1661-1 de novembre de 1700) va ser el rei dels diferents territoris de la monarquia d'Espanya, entre 1665 i 1700. Com que va esdevenir rei sent menor d'edat, va actuar com a regent la seva mare, Maria Anna d'Àustria. Després governaria personalment, tot i que delegant funcions en homes de confiança, anomenats privats (en castellà, validos). És conegut pel mal estat físic i de salut que tenia, atribuïts al resultat de diversos matrimonis endogàmics dels seus avantpassats. Va ser el darrer monarca de la dinastia d'Àustria perquè no va arribar a tenir fills. Poc després de la seva mort va esclatar la Guerra de Successió Espanyola entre els pretendents al tron.

## Orígens familiars
Va néixer a Madrid el 6 de novembre de 1661. Darrer fill de Felip IV i de la seva segona esposa, i alhora neboda, Maria Anna d'Àustria. Fou la darrera esperança de la monarquia en la cerca d'un hereu, després d'intentar, debades, la dinastia als regnes hispànics. Carles fou fruit de la contínua endogàmia practicada pels seus avantpassats, amb resultats devastadors com la mort prematura dels seus germans abans de néixer ell, no en va tenia vuit besavis tots descendents de Joana I de Castella.

## Aspecte

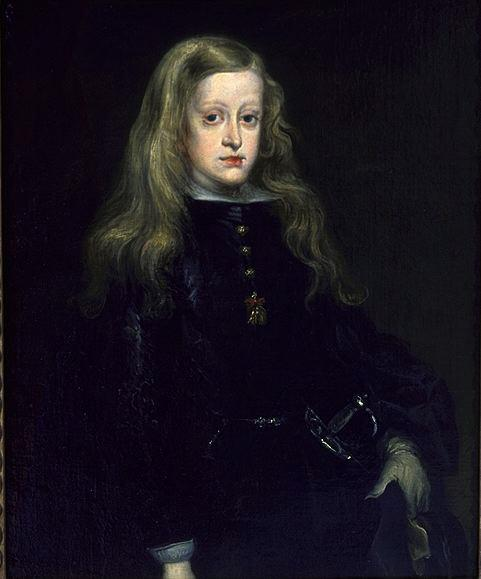
Carles II en la seva infantesa (ca. 1666), obra de Juan Carreño de Miranda, conservada al Museu de Belles Arts de San Francisco.

El nou príncep d'Astúries resultà no semblar gaire saludable ni tenir bon aspecte, però tanmateix la Gaceta de Madrid el descriví així: «hermosísimo de facciones, cabeza grande, pelo negro y algo abultado de carnes». Res més lluny de la realitat, Carles era un nen a primera vista feble i va créixer i es va desenvolupar lentament, de manera que als tres anys encara li costava d'aguantar-se dret i mamava i mossegava els pits de les dides. A més a més, la seva educació fou descuidada i insuficient i als nou anys encara no sabia llegir ni escriure. La figura del nou rei de la Monarquia Hispànica fou descrit pel nunci papal de la següent forma: 
| « | El rei és més aviat baix, no mal format, lleig de rostre; té el coll llarg, la cara llarga i com encorbada cap dalt; el llavi inferior típic dels Àustria; ulls no gaire grans, de color blau turquesa i cutis fi i delicat. El cabell és ros i llarg, i el porta pentinat enrere, de manera que les orelles li queden al descobert. No pot redreçar el seu cos quan camina, a menys que s'estintoli en una paret, taula o una altra cosa. El seu cos és tan dèbil com la seva ment. De tant en tant, dona senyals d'intel·ligència, de memòria i de certa vivacitat. Normalment, té un aspecte lent i indiferent, pocatraça i indolent, semblant estupefacte. Es pot fer amb ell el que es vulgui, ja que manca de voluntat pròpia. | » |

Així, doncs, són remarcables les deficiències i mancances del rei i, en definitiva, la seva única feina possible era la de tenir descendència.

### L'«encanteri»
Amb el govern en mans de la seva mare i els seus partidaris, des de petit es feren evidents les xacres mentals i físiques de Carles II. i ja en 1668 França i Àustria havien signat en secret el tractat de Grémonville pel qual es repartirien les possessions de la Corona espanyola si Carles II moria sense descendència. El rumor de l'embruix del rei es gestà durant l'adolescència i va estendre's a partir de 1695, moment en què van córrer rumors per la cort i exponencialment augmentaren el 1698, moment en què la manca d'un hereu a la corona era ja totalment decebedora.
A més de tenir problemes per engendrar, que els metges i apotecaris reials intentaven combatre amb afrodisíacs, el rei sofria periòdicament un seguit de malalties, d'entre les quals: paludisme, indigestions, diarrees, febres o símptomes d'un anormal envelliment, que foren combatuts amb sagnies, píndoles d'acer, amb una droga d'Índies anomenada quina. Fins i tot el van col·locar al costat de restes de sants. Davant la inutilitat de tots aquests mètodes va créixer l'opinió que Carles estava maleït per un encanteri infernal. Teòlegs i exorcistes iniciaren una sèrie d'encanteris reials, hi participaren persones, fins i tot, de les quals s'afirmava que el dimoni parlava a través de les seves boques per tal de guarir el rei. Finalment, l'inquisidor general conclogué la investigació parlant amb una monja posseïda pel diable, que explicà que la reina Marianna havia embruixat el seu fill amb un beuratge el 1675, quan li va haver de cedir el govern, presumptament per mantenir el comandament de la monarquia, i el dit beuratge li arrabassà el seny i la capacitat de tenir fills.
La reina mare morí el 1696, i llavors es tallà l'interrogatori amb el diable, que en la seva darrera intervenció assegurà la forma de curar al rei. Els metges, que no sabien què fer, decidiren abandonar la medicina tradicional i llençar-se a mètodes procedents de l'alquímia i d'altres mètodes més supersticiosos, fins al punt d'arribar a fer més cas a estafadors que a metges estrangers col·legues seus amb més coneixements. L'episodi més destacat i macabre fou quan un astròleg bohemi els digué que el problema era no haver-se acomiadat del seu pare al llit de mort. Tan aviat com pogueren, el seguici de Carles es dirigí al monestir de San Lorenzo de El Escorial i allí obriren el taüt de Felip IV, i el d'altres avantpassats de Carles per tal que l'ajudessin en la tasca successòria. Això no obstant, el rei s'endugué un disgust d'aquesta experiència en veure les despulles de la seva primera esposa.
Segons estudis, els successius matrimonis consanguinis de la família reial van produir tal degeneració que Carles va créixer raquític, malaltís: amb freqüència era atacat per violentes febres que el postraven al llit; tot just pujava al seu carruatge, els vòmits l'obligaven a desistir del viatge, i quan era a l'aire lliure, li supuraven els ulls i de curta intel·ligència, possiblement també era estèril, d'aquesta patologia se sospita que patia la síndrome de Klinefelter.

## Regència de Maria Anna d'Àustria

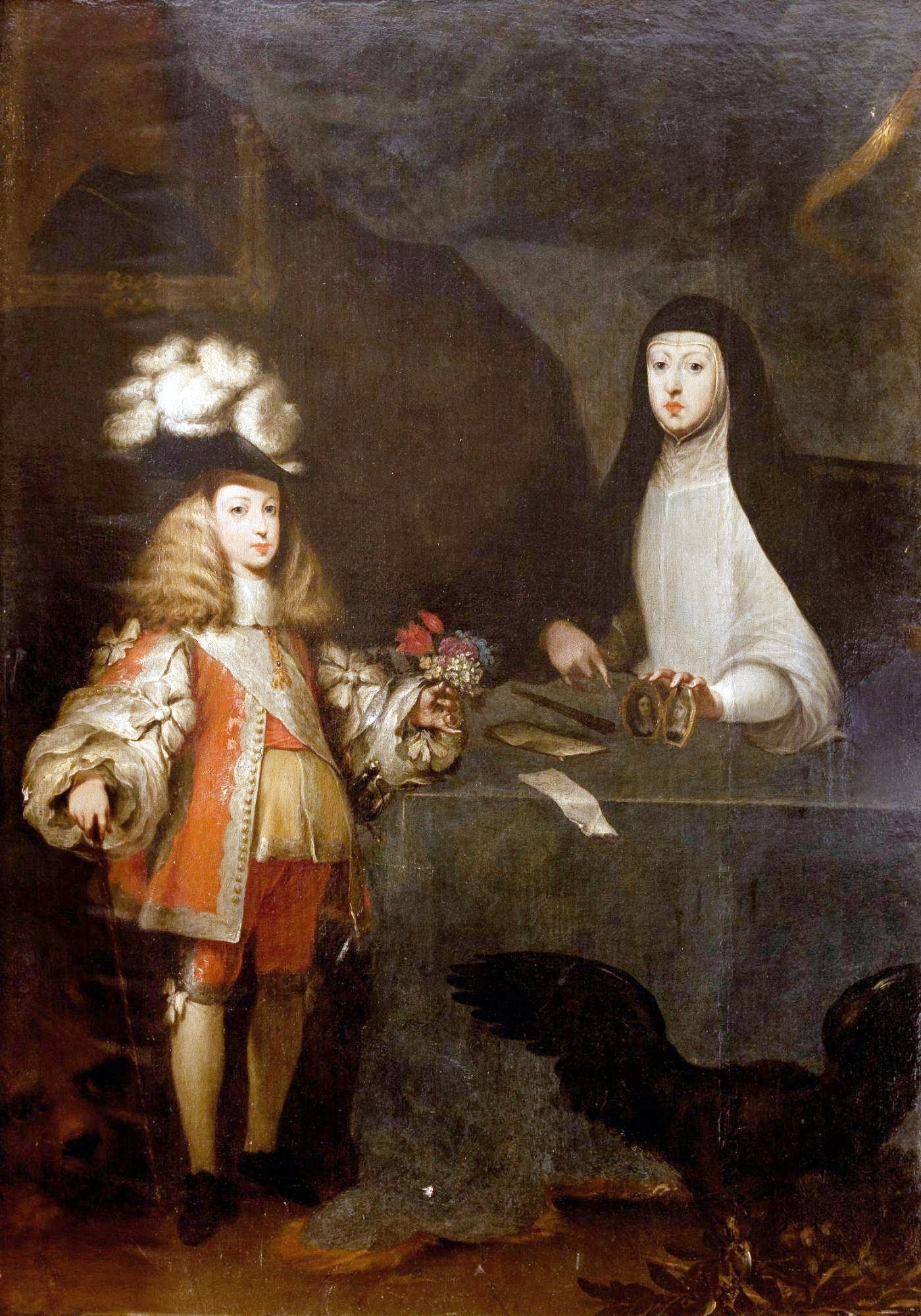
La reina regent, vestida de vídua, al costat de Carles II. Obra de Sebastián Herrera Barnuevo (1619-1671).

A la mort de Felip IV, el 17 de setembre de 1665, la monarquia es va trobar amb un hereu que només tenia quatre anys. Segons el testament del pare, la reina vídua Maria Anna esdevindria la governadora del regne i la tutora de Carles, fins que aquest complís els catorze anys, moment en què se'l consideraria major d'edat. Havia d'estar assistida per una Junta de Govern, a efectes consultius, si bé el testament declarava que la reina havia de procurar conformar-se amb l'opinió de la majoria o el consens. A més, la Junta no va ser tan sols un òrgan consultiu, sinó que va actuar com a fiscalitzadora de les accions de la regent.
| «                                                           | (castellà) [...]nombro por gobernadora de todos mis Reynos estados y señoríos, y tutora del prícipe mi hijo, y de otro qualquier hijo o hija que me hubiere de suceder a la Reyna doña Mariana de Austria mi muy chara, y amada muger con todas las facultades, y poder, que conforme a las leyes fueros, y privilegios, estilos y costumbres de cada uno de los dichos mis regnos, estados y señoríos... | (català) [...] nomeno com a governadora de tots els meus regnes, estats i senyories, i tutora del Príncep, el meu fill, i de qualsevol fill o filla que m'hagués de succeir, a la reina Maria Anna d'Àustria, la meva molt estimada esposa, amb totes les facultats i poder, que amb conformitat a les lleis, furs, privilegis, estils i costums de cadascun dels esmentats regnes, estats i senyories... | » |
| — Copia del testament de Felip IV. BNM. 11040. Clàusula 21. | | |   |

El testament, lluny de ser una forma d'evitar males actuacions de la reina per la seva inexperiència, com s'ha afirmat tradicionalment, era en realitat un reflex més de la tradició castellana, que obligava la formació d'una Junta de Govern durant les regències, fet que fomentaria la unió dels diferents regnes de la Monarquia. Tampoc excloïa la possibilitat que, en absència de familiars masculins, una dona pogués exercir el càrrec de regent. Tanmateix, seguia la tradició dels Habsburg, per la qual la Monarquia sols podia ser heretada per membres de la Casa d'Àustria.
La Junta va estar formada per sis representants. En formaven part el president del Consell de Castella, Diego García de Haro, comte de Castrillo, parent del comte-duc Olivares i Luis de Haro; el sotscanceller d'Aragó, el valencià Cristòfor Crespí de Valldaura; l'arquebisbe de Toledo, Baltasar Moscoso; el cardenal i inquisidor general, Pasqual d'Aragó; com a representant dels grans d'Espanya Guillem Ramon de Montcada, marquès d'Aytona; per part del Consell d'Estat, Gaspar de Bracamonte y Guzmán, comte de Peñaranda. Va actuar com a secretari Blasco de Loyola. Tot i que aquesta fou la composició inicial de la Junta, poc després de la constitució del Consell de Regència, va morir l'arquebisbe Baltasar Moscoso i va resultar escollit per a la seu de Toledo el cardenal Pasqual d'Aragó, que va abandonar el càrrec d'inquisidor general a instàncies de la reina, la qual havia esperat pacientment la mort de Diego de Arce, anterior inquisidor general, per tal d'aconseguir el nomenament del seu confessor i conseller de confiança, el jesuïta austríac Juan Everardo Nithard, en aquest càrrec i, d'aquesta manera, entrés a formar part de la Junta de Govern, prèvia nacionalització a través de les Corts de Castella; el nomenament es va produir el 10 de gener de 1666.

### Govern de Nithard
El jesuïta tirolès Juan Everardo Nithard havia acompanyat la regent des d'Àustria en el moment del seu matrimoni. Per a la regent, el desenvolupament de les reunions de la Junta li despertava desconfiança, i el funcionament de les mateixes en si no donava els resultats esperats per a resoldre els problemes que es plantejaven. Per aquesta raó, cada vegada més va confiar en la persona del seu confessor, ben aviat també conseller polític. Nithard va esdevenir, de fet, privat de la reina, sobre la qual va tenir una gran influència. Tanmateix, l'activitat política de Nithard resulta ser nul·la i sense èxits, i la situació de l'economia, en maig de 1666 va obligar a la suspensió de pagaments. Va comptar amb l'oposició de la població a causa de la prohibició de les curses de braus i les representacions teatrals.
Durant la primera etapa de regència, la reina confiarà en el seu confessor, i el designà membre de la Junta de Govern el 1666. Durant aquest període es produeix la Guerra de Devolució amb França, iniciada el 1667 i finida l'any següent en la pau d'Aquisgrà. El mateix any es reconeixia oficialment la independència de Portugal.
Com a confessor seu, Nithard influí sobre la reina regent, però la seva condició d'estranger i el fet de ser jesuïta li fan guanyar no pocs enemics a la cort. El seu major detractor fou el fill bastard de Felip IV, Joan Josep d'Àustria, que havia estat allunyat de la cort per la mateixa reina després de la mort de Felip IV sota el temor que li pogués arrabassar la corona a Carles. El bastard, conjuntament amb el Partit Aristocràtic, intentà dues vegades eliminar Nithard però fracassaren i Joan es retirà a Aragó, des d'on intentà anar-se'n a Madrid el 1669. Aquesta acció, sumada a les pressions de la noblesa a la cort per destituir Nithard, feren que la reina finalment cedís i el jesuïta es veié obligat a sortir de territori hispànic.

### Govern de Valenzuela
Fins al 1673 continuà el govern designat però la reina va confiar en un nou home de confiança, Fernando de Valenzuela, cortesà de l'alcàsser. El 1675 Carles II és proclamat rei de forma oficial, tot i que a la pràctica la seva mare va continuar encarregant-se del govern. Valenzuela, que havia tornat feia poc a la cort, començà a rebre tractes de favor, va ser nomenat marquès de Villasierra i primer ministre el 1676. Des del començament no recollia simpaties entre la noblesa, que finalment es va oposar al seu govern, amb la col·laboració de Joan Josep d'Àustria, germanastre del rei, en l'anomenada Revolta dels Grans (en castellà, Revuelta de los Grandes) que va causar la caiguda i exili de Valenzuela. La reina va continuar sent regent fins al 1677, quan va ser obligada a anar-se'n a Toledo per Joan Josep d'Àustria, que va prendre les regnes del govern amb el beneplàcit de Carles II, que sentia una forta admiració pel seu germanastre.

## Regnat

### Govern de Joan Josep d'Àustria

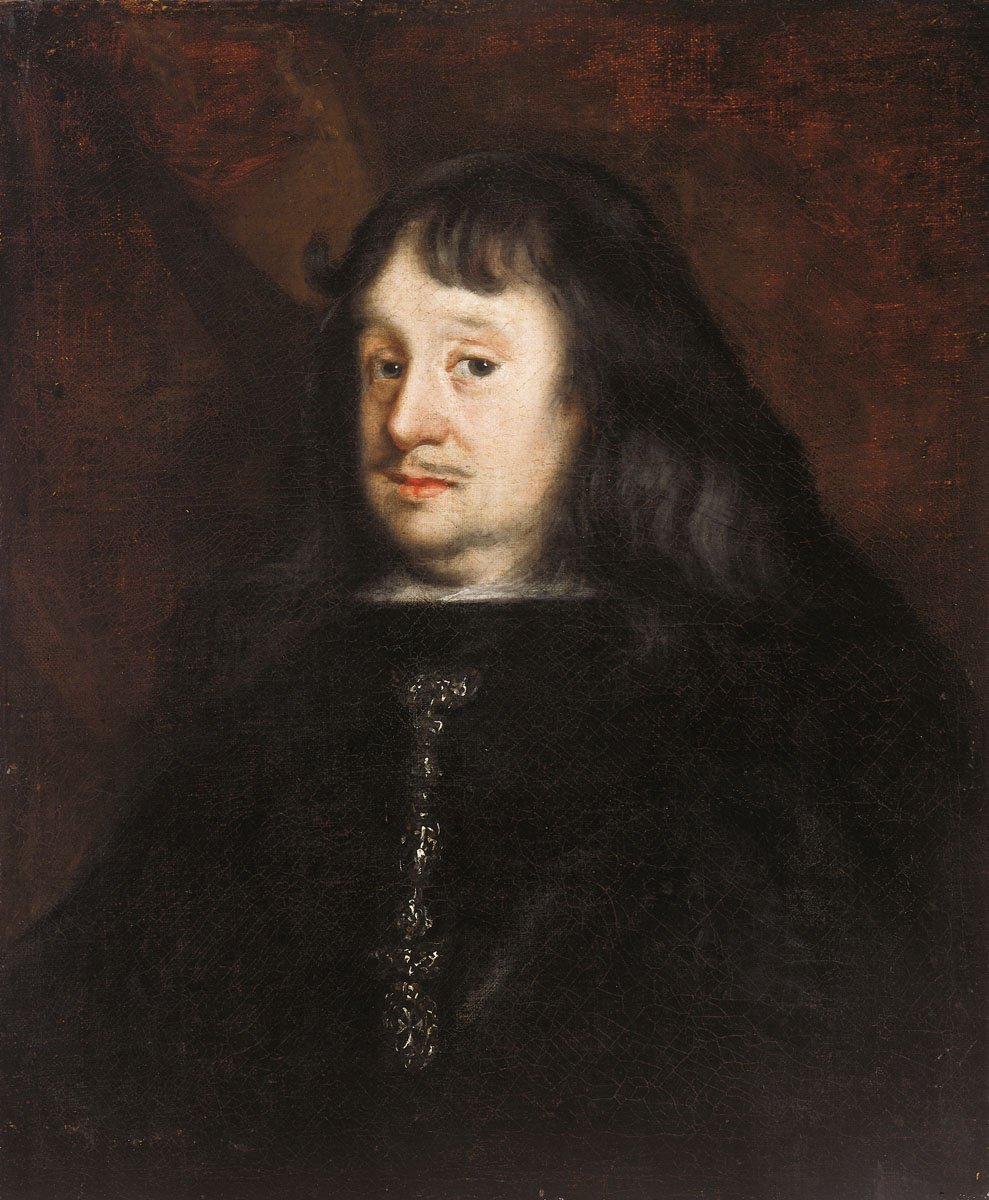
Joan Josep d'Àustria (1678), de Juan Carreño de Miranda.

Joan Josep d'Àustria inicià el govern amb la confiança de la noblesa i del poble, amb esperances de canvi després del mal govern de Valenzuela i iniciant reformes administratives. La primera iniciativa fou que Carles jurés els furs d'Aragó i presidís l'obertura de Corts. Això no obstant, Joan topà amb problemes: des del 1677 les males collites són reiterades i la pesta arrasa València i Andalusia. A més, els vaixells d'Amèrica no arriben i el 1678 es declara una fallida parcial de la monarquia. No havent-n'hi prou amb això, hagué d'afrontar problemes exteriors amb França, que està en guerra amb els Països Baixos i això afecta els territoris hispànics. Es firmà la pau de Nimega el 1678 que posava fi a la Guerra de Devolució que des de 1667 havia enfrontat a Espanya amb el Regne de França. però, amb tot, suposa la pèrdua del Franc Comtat, encara que s'obtingué el matrimoni de Maria Lluïsa d'Orleans amb Carles. El 1679, després d'haver perdut qualsevol credibilitat, Joan Josep emmalalteix i mor sobtadament. Llavors s'iniciarà un període en què els grups de poder intentaran assaltar el poder guanyant-se el favor del rei.

### Govern del duc de Medinaceli
A la mort de Joan Josep d'Àustria, es va evidenciar la necessitat d'un nou govern amb un caràcter fort, capaç de fer front als problemes de la monarquia, i és en aquest moment quan el duc de Medinaceli esdevé valido de Carles II, fruit de les intrigues de la cort, entre els partidaris del duc, seguidor de la política de Joan d'Àustria, i els del conestable de Castella, partidari, en canvi, de la reina mare. Es diu que durant el seu període el govern castellà va assolir el seu nivell més baix en termes de decadència, i que de la Cerda va ser un polític poc brillant, sense habilitat ni experiència en les tasques de govern. No obstant això, diu en el seu favor que no va buscar un govern format per la seva clientela, sinó que va crear un govern els membres del qual eren homes de gran capacitat per tal de dur a terme l'administració i la millora del país a sortir de la crisi. Va confiar en el Consell d'Estat, format per 24 homes del seu rang, com el duc de Medina de las Torres, un personatge que, per exemple, va ser conegut per la seva activitat ociosa.
Malgrat les seva escassa habilitat política, va ser el continuador de la tasca de Joan Josep d'Àustria en matèria de reforma econòmica, a través de la Junta de Comerç i Moneda, davant del descontentament del poble que encara sofria les conseqüències de la pesta de 1676. La reforma de més transcendència va ser la devaluació de la moneda el 1680, una mesura que tot i ser essencial, va ser aplicada amb molta duresa. L'objectiu era acabar amb la inflació, no obstant això, com els metalls preciosos seguien circulant àmpliament, el 14 d'octubre de 1686 es va devaluar la moneda d'argent a una cinquena part del seu valor, ja durant el govern del comte d'Orpesa, estabilitzant d'aquesta manera el sistema monetari i establint les bases de la recuperació econòmica. Tanmateix, malgrat que la mesura va ser beneficiosa a llarg termini, d'antuvi va ser terrible per a la monarquia: els tractes i negocis es van aturar durant setmanes, va imperar el troc a causa de la manca de moneda circulant, moltes persones van perdre els seus estalvis, tret dels que havien basat els seus estalvis en l'or i l'argent, i també la Hisenda reial es va veure afectada, en no poder pagar els juros, és a dir els títols de deute públic que havia expedit. El duc de Medinaceli, que inicialment no va havia tingut cap mena d'oposició al seu govern, va veure com progressivament van créixer els partidaris de la seva destitució, especialment a partir de la reforma monetària; arbitristes i governants van difondre opinions sobre els seus efectes, però sense analitzar el perquè de la crisi econòmica. La pèssima actuació militar en la guerra de les Reunions amb França, amb la consegüent pèrdua de Luxemburg pel Tractat de Ratisbona, que va ocupar el panorama internacional del seu govern, i l'esclat de motins a diverses ciutats del país, el van fer caure en desgràcia i va ser forçat a deixar el càrrec el 1685 per causa de les intrigues de palau.

### Govern del comte d'Orpesa

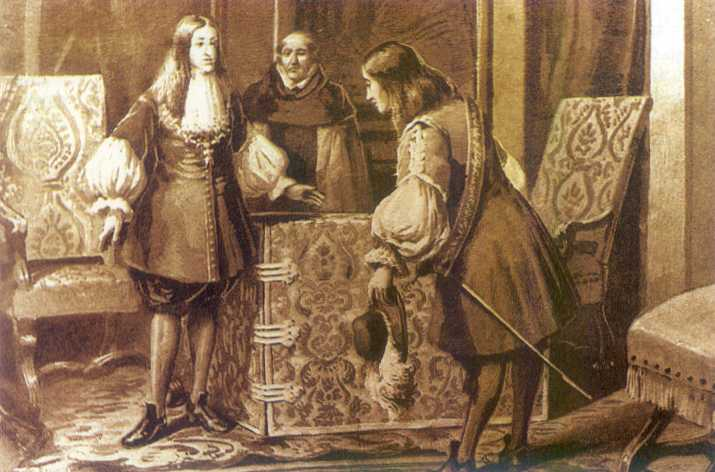
Gravat del s. XIX que representa la destitució del comte d'Orpesa el 1699

Manuel Joaquín Álvarez de Toledo-Portugal, el comte d'Orpesa continuarà amb la política econòmica del seu predecessor, dictant el 1686 una devaluació de la moneda, que només provocà un encariment dels productes de primera necessitat i, de retruc, empitjorà les condicions de vida de la població. Tanmateix, anà vers la reforma de l'exèrcit i el clergat, cercant els abusos d'aquest en les falses vocacions, buscant exempcions d'impostos i investigant fins i tot a la Inquisició. Malgrat que fa una gestió eficaç i redueix notablement les despeses, es guanyà l'oposició de l'alt clergat i de part de l'exèrcit; en general l'opinió sobre Orpesa no és bona i no millorà amb el temps, ans al contrari. El 1691 el rei, en contra de la seva voluntat, es veurà obligat a destituir-lo del seu càrrec i des d'ençà governarà en solitari de nou sota control de la seva mare. El 1696 Orpesa tornava per presidir el Consell de Castella, i quedant clar que el rei no tindria successió directa va proposar a Josep Ferran de Baviera com a candidat a la successió, però aquest va morir el febrer de 1699 i aleshores va optar per l'arxiduc Carles d'Àustria.però fou destituït de nou el 1699 després del Motín de los gatos. El motí va acabar amb la crema del palau del comte d'Orpesa. Va ser objecte del Motín de los gatos (abril de 1699), després del que va caure en desgràcia i va ser substituït pel cardenal Portocarrero, que encapçalava el partit francès partidari de la successió en la Casa de Borbó.

## Successió
La recerca d'un successor a la corona va ser una constant al llarg del seu regnat. Carles es va casar dues vegades, primer amb Maria Lluïsa d'Orleans, neboda de Lluís XIV, i després amb Maria Anna de Neuburg, elegida perquè les dones de la seva família tenien fama d'engendrar molts fills. Totes dues van ser víctimes de l'antipatia i les vexacions de la cort i del súbdits, que no concebien que un rei pogués ser estèril. En el cas de Maria Lluïsa va arribar a prendre beuratges per intentar quedar-se embarassada, pels quals s'especula que podria haver mort. Per la seva banda, Maria Anna, afamada de poder, va fingir una dotzena d'embarassos, mentre per Madrid hi havia una corranda que deia: "Tres verges hi ha a Madrid, l'Almudena, la d'Atocha i la reina Nostra Señora".

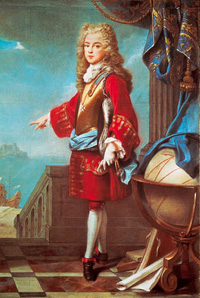
El jove Josep Ferran de Baviera, que morí als 7 anys, el 1698, oli sobre llenç de Joseph Vivien

Mentrestant a la cort es competia per veure qui seria el successor al tron, on van tenir una important participació França i Àustria, pels vincles familiars amb els Habsburgs espanyols. La situació de caràcter místic i de superstició de la cort castellana que cercava un remei a la manca de successió, va fer que els ambaixadors estrangers ho aprofitessin en les seves intrigues a palau i acusaven al rei d'estar endimoniat quan se li practicà un exorcisme el 1695. A causa dels rumors i les opinions que escampaven els ambaixadors, la imatge de la cort castellana va quedar molt malparada a la resta d'Europa, on van creure que el monarca realment estava embruixat per culpa dels francesos i els austríacs, que pretenien el tron. Des de 1694 el cardenal Portocarrero i altres nobles de la cort sol·liciten l'expulsió de la camarilla, especialment, la camarilla proalemanya de la cort, acusada d'enfonsar la monarquia. La situació, finalment, va ser tallada de soca-rel, tot i que massa tard, per la reina mare, Maria Anna d'Àustria, que feu processar els culpables davant el Tribunal de la Inquisició. Paral·lelament, Maria Anna de Neuburg va alinear-se amb el partit austriacista i apostà per l'arxiduc Carles d'Àustria com a successor, però finalment el rei va testar a favor el 1696 a favor de Josep Ferran de Baviera, besnet de Felip IV, per influència de la seva mare, que moriria el mateix any.
Tot i l'existència d'un primer testament de Carles II, encara en vida del monarca, Lluís XIV i Leopold I feren un pacte per repartir-se l'imperi dels Habsburg hispànics: un el feren el 1690 i l'altre, el 1700. Però les condicions de l'estratègia d'ambdues potències sembla canviar el 1699 quan mor el testamentari Josep Ferran de Baviera. L'any següent Carles II redacta un segon testament. Dies abans que morís, la cambra reial havia estat escenari d'intrigues polítiques a favor, sigui de l'hereu austríac o bé del francès. Carles finalment signà un testament a favor del net de Lluís XIV, Felip d'Anjou, com a nou titular de la corona.

## Mort
Al final de la seva vida ja no no podia mantenir-se dempeus, s'estava pràcticament tot el dia al llit. Se li inflava el ventre, la cara, els peus i també la llengua, cosa que li dificultava la parla, fet que s'ha relacionat a possibles símptomes d'una insuficiència renal o insuficiència cardíaca. A més a més, es desmaiava sovint víctima d'atacs epilèptics. A la fi, el seu estómac acabà rebutjant el menjar i el monarca s'aprimà enormement. Amb gairebé quaranta anys, el rei ja n'aparentava el doble pel seu anormal envelliment, amb un cos molt deteriorat per culpa dels exorcismes de Froilán Díaz de Llanos i d'altres elements que havien participat en els intents de curar al monarca. Al llit de mort, les darreres paraules de Carles foren: "Me duele todo". Morí l'1 de novembre de 1700, darrer representant de la Casa d'Àustria a Espanya, la seva mort donaria inici a la Guerra de Successió i posteriorment l'entrada dels Borbons al tron de la monarquia.